# Dionisio Quesada
Dionisio Quesada (n. Buenos Aires, 1793 - 1879) fue un militar argentino que participó en la guerra de la independencia y en la guerra civil de su país.

## Biografía
Era el mayor de tres hermanos militares, todos los cuales llegaron al grado de coronel.
Se enroló en el ejército en 1809, y dos años más tarde participó del sitio de Montevideo. A su regreso luchó en la represión del Motín de las Trenzas. Más tarde participó en el segundo sitio de Montevideo, la batalla de Cerrito y la entrada de las fuerzas patriotas en la ciudad.
De regreso a Buenos Aires fue enviado como capitán en las fuerzas que debían atacar a los federales de la provincia de Santa Fe, y fue uno de los apoyos del coronel Ignacio Álvarez Thomas en el motín de Fontezuelas. Al año siguiente formó parte de la invasión que – dirigida por el general Eustoquio Díaz Vélez, recuperó para el Directorio la ciudad de Santa Fe. Fue el comandante de las tropas que lograron huir de la ciudad, cuando ésta fue recuperada por los federales.
Fue edecán de los directores Juan Martín de Pueyrredón y José Rondeau, y más tarde, también del gobernador Miguel Estanislao Soler. Participó en las batallas de Cepeda, Cañada de la Cruz, San Nicolás, Pavón y Gamonal, todas del año 1820, contra fuerzas del caudillo santafesino Estanislao López. Al año siguiente combatió a favor de éste en las fuerzas porteñas que fueron derrotadas por tres veces por Francisco Ramírez.
Pasó a retiro por la reforma militar en 1822. Tres años más tarde se reincorporó al ejército y pasó a las fuerzas de observación sobre el río Uruguay, como comisario general del ejército. Fue ascendido a teniente coronel, y con ese grado participó en la Guerra del Brasil, pero pidió y obtuvo la baja antes de la batalla de Ituzaingó.
Pasó los años siguientes dedicado al comercio en Buenos Aires. Emigró al Uruguay en 1840, tras el asesinato de su hermano Sixto Quesada, y asistió a la defensa de Montevideo contra el sitio de Oribe. Mientras el comandante de las fuerzas de la defensa fue el general Paz, fue el comandante de las baterías de la ciudad.
Regresó a Buenos Aires después de la batalla de Caseros y de la revolución del 11 de septiembre de 1852, para enrolarse en el ejército porteño. Luchó contra el sitio de Buenos Aires en 1853 como segundo del general José María Pirán, jefe de la artillería. Permaneció en la capital, ocupando cargos en arsenales y en fuerzas de artillería. En 1860 fue edecán del gobernador Bartolomé Mitre, y lo acompañó en su visita a Paraná, a festejar el 25 de mayo junto al presidente Santiago Derqui.
Fue ascendido al grado de coronel en 1863, pero poco después pasó a retiro. Se hizo amigo de Mitre, a quien aportó datos valiosos para su Historia de Belgrano.
Falleció en Buenos Aires en febrero de 1879.